# Афрам
Афрам — река в Гане. Длина реки — 320 км. Площадь водосборного бассейна — 11396 км². До строительства в 1960-х плотины гидроэлектростанции Акосомбо, являлась притоком реки Вольта. Сейчас является важным притоком озера Вольта. Река собирает почти всю воду с плато Кваху. В бассейне реки преобладают холмистые формы рельефа. Среднегодовое количество осадков составляет 1400 мм, максимум их выпадения приходится на период с мая по октябрь. Среднегодовая температура воздуха составляет 27 °C, самый жаркий период с января по апрель. В сухой период с октября по март река пересыхает. Местным населением река используется для ловли рыбы, в нижнем течении возможно судоходство. Земли в бассейне реки круглый год активно используются под коммерческое орошаемое земледелие.